# عامر ابوهضیب
عامر ابوهضیب (عربی: عامر عمر محمد أبو هضيب؛ زادهٔ ۲۱ اوت ۱۹۹۳) بازیکن فوتبال اهل اردن است.
از باشگاه‌هایی که در آن بازی کرده‌است می‌توان به باشگاه فوتبال الجزیره (امان) اشاره کرد.
وی همچنین در تیم‌های ملی فوتبال زیر ۲۳ سال اردن و اردن بازی کرده‌است.